# Niger Airlines
Niger Airlines è la compagnia aerea di bandiera del Niger, con sede a Niamey. L'hub principale della compagnia è situato presso l'Aeroporto di Niamey-Diori Hamani.

## Storia
Niger Airlines è stata fondata nel 2012 e ha iniziato a operare nel 2014 per sostituire Air Niger, la precedente compagnia di bandiera. Ha iniziato i servizi passeggeri con voli nazionali e voli di pellegrinaggio. Nel novembre 2022, Niger Airlines è stata temporaneamente messa a terra dalle autorità nigerine per problemi di sicurezza. Da dicembre 2023 la compagnia opera un solo ATR-72 per i suoi voli.

## Destinazioni
Al 2025, Niger Airlines opera verso le seguenti destinazioni, tutte situate in Niger:
- Agadez
- Diffa
- Maradi
- Niamey
- Zinder

## Flotta
Flotta attuale
A maggio 2025, la flotta di Niger Airlines è composta dai seguenti aereomobili:
| Aereo      | Totale | Ordini | Note                    |
| ---------- | ------ | ------ | ----------------------- |
| Fokker F50 | 1      | -      | Attualmente accantonato |

Flotta storica
Nel corso degli anni, Niger Airlines ha operato con i seguenti aereomobili:
| Aereo          | Totale | Introduzione | Ritiro | Note                              |
| -------------- | ------ | ------------ | ------ | --------------------------------- |
| Boeing 737-200 | 1      | 2014         | 2015   | In leasing da "Al-Naser Airlines" |